# Popești (Brazi), Prahova
Popești este un sat în comuna Brazi din județul Prahova, Muntenia, România.
Așezarea este atestată documentar în 1628.
În 2011, localitatea avea 1724 de locuitori.